# 鴨江寺
鴨江寺（かもえじ）は、静岡県浜松市中央区鴨江にある高野山真言宗の寺院。詳名は甲江山鴨江寺。鴨江観音の名でも知られる。

## 歴史

### 戦前
鴨江寺は現在の浜松市街地西部の谷間の小盆地に立地する。
この地に寺院が初めて建立された時期は明らかではないが、地元に残る伝説によれば、奈良時代に鴨江の長者であった芋堀長者が僧・行基に願って観音堂を建立したことが始まりであるという。
また、地元の随筆である『曳駒拾遺』によれば、平安時代の長暦年間（1037年～1040年）に当時天台宗の寺院であった鴨江寺が戒壇を独自に設置しようとしたところ、これを阻止しようとした比叡山延暦寺の僧兵と合戦になり、鴨江寺は敗北した。比叡山の僧兵により、戒壇に使う品々は仁王門の西側に埋められたが、その場所に戒壇塚と名付けられた塚があったという。ただし、以上のことは同時代の資料からは確認できない。
鴨江寺の名前が同時代の資料から初めて確認できるのは、1333年（元弘3年）に後醍醐天皇が同寺の衆徒に、領地（知行）を与える綸旨からである。鎌倉幕府と戦う後醍醐天皇が、各地に存在する山岳寺院を中心に仏教勢力を取り込む中で、鴨江寺もその対象に含まれたと考えられる。また、建武の新政崩壊後の1339年（暦応2年）7月26日、南北朝の争いの中、北朝方の武将・高師泰・高師冬らの攻撃によって鴨江城が落城したことが『瑠璃山年録残編』の裏書に記されている。鴨江寺が城塞化したとも考えられるが、ここでいう「城」の正確な位置は定かではない。
その後、鴨江寺には周辺地域を支配する勢力から安堵状や禁制が出ていることから、寺院として継続したことは確かであるが、当時どの程度の規模・勢力であったかは定かではない。1590年（天正18年）、豊臣秀吉によって寺領を215石寄進する書状が出されているが、これによると鴨江寺は学頭・真言院と15の僧坊によって構成されていたことが確認できる。1603年（慶長8年）、徳川家康も寺領を寄進している。この時期に信海、源昌、尭遍、尭勢といった僧侶が高野山から来ていることが確認できることから、当時は既に真言宗寺院となっているものと認められる。
1608年（慶長13年）、室町時代の伽藍は焼失するが、記録によれば、1616年（元和2年）に家康の寄進により浜名湖の北にある富幕山（かつての三ケ日町、現在の浜名区三ヶ日地区付近）から切り出された建築用材により本堂が再建されたとされており、その棟札も残されている。江戸時代初期から中期には本堂のほかに仁王門、弘法大師を安置した御影堂、薬師如来を祀る護摩堂、聖徳太子を祀る太子堂などが再建され、江戸後期には七堂もの伽藍の並ぶ大寺となっていたことが、嘉永年間に描かれた『浜松御城下細見絵図』に見てとれる。老朽化により、元禄年間に仁王門の大規模修理、享保年間に本堂再建が行われている。
明治維新後の1876年（明治9年）、新政府の布達により学頭真言院の名称を廃止して鴨江寺とし、他の僧坊は鴨江寺に付属する形とした。

### 戦後
太平洋戦争の最終期、1945年（昭和20年）6月18日の浜松空襲で、浜松市役所を中心に半径3キロ内に位置した諸寺院は本堂、客殿、庫裏等の伽藍が「敵米ノ焼夷爆弾ノ落下」で全焼した。住職・建部快運（1897-1988）は昭和20年8月28日付けで、静岡県知事あてに境内建物滅失届を提出した。
復興計画は早くから着手され、その当初の決意を「尚本尊仮奉安所ト事務所ハ九月中二建設ノ予定ナリ」と記し、鴨江寺が直面している困難な状況を「全市殆ド灰燼トナリタル為メ仮小屋ヲモ当分建設シ難シ、尚檀家八十戸全焼シ、三十四戸防空壕居住者アルノミニテ全部地方ヘ離散シ法務当分殆ドナシ、尚又敵機毎日来襲スルヲ以テ本尊観音菩薩ヘノ参詣者モ皆無ナリ、次二当寺経営基本財タル地料モ地上物件全焼セルヲ以テ収入皆無ナリ」と述べられており、5月24日、6月18日の空襲の被害がうかがえる。戦後、時の住職、建部快運は伽藍再建から取り掛かり、1945年（昭和20年）9月、疎開先の気賀長楽寺から戻った建部快運は仮住宅のため、兼務する中沢町常楽寺の物入れ小屋を移築することから始め、旧弁天堂を本堂跡地に移設して御本尊の仮奉安所となし、1947年（昭和22年）6月に仮車庫を建て、同年9月には彼岸会のための水向地蔵堂を再建した。
1946年（昭和21年）春季彼岸会の際には、観音堂の再建を参詣者に訴え協力を依頼。後に鎌田医王寺楽師堂を譲り受けて観音堂を再建することにし、1947年（昭和22年）12月末には、ほぼ竣工した。1948年（昭和23年）、本堂（観音堂）で春季彼岸会を執行し、翌24年には御本尊の入仏式が執り行われた。
1945年（昭和20年）5月に被災全焼した鴨江洋裁学園を翌1946年6月に再建し開校した。
1987年（昭和62年）、観音堂（本堂）の大改修が行われた。1959年（昭和34年）建立された弘法大師拝殿、更に、1979年（昭和54年）建立に建立された成田山不動堂と呼ばれる3つの大堂がそれぞれの因縁を持ちながら現在の鴨江寺を形作っている。

## 境内
境内には以下の建築物がある。
仁王門
2002年（平成14年）に建立。
前山門
成田山不動堂
不動明王が祀られている。
八角堂
弁天堂
七福神の一つである、弁財天が祀られている。
中門
鐘撞堂
拝殿
観音堂
本尊の聖観音菩薩、善光寺如来、聖徳太子が祀られている。1947年（昭和22年）に鎌田山医王寺（磐田市）の薬師堂を譲り受けて再建した。
弘法大師堂
真言宗の宗祖である、弘法大師が祀られている。

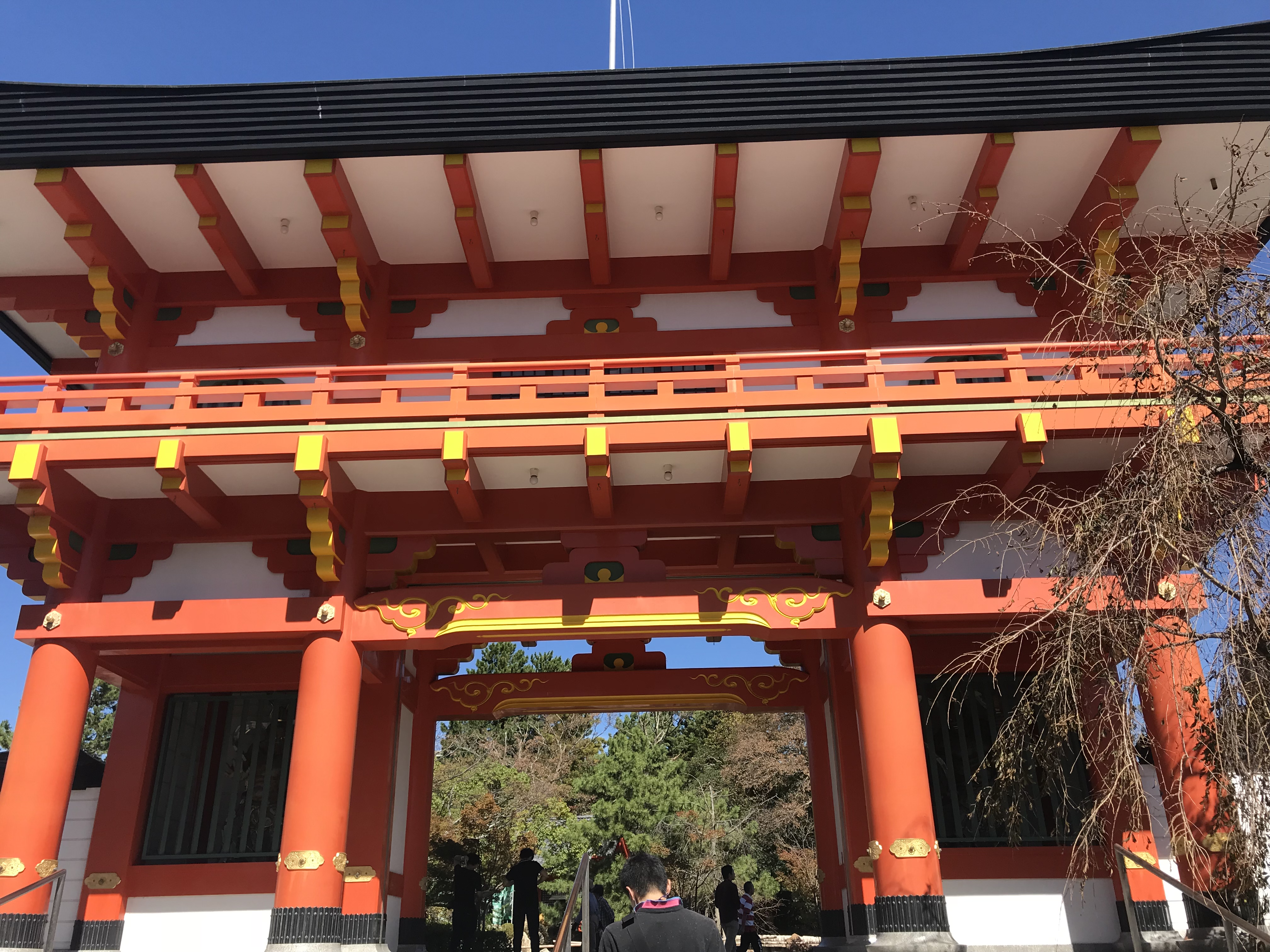
仁王門
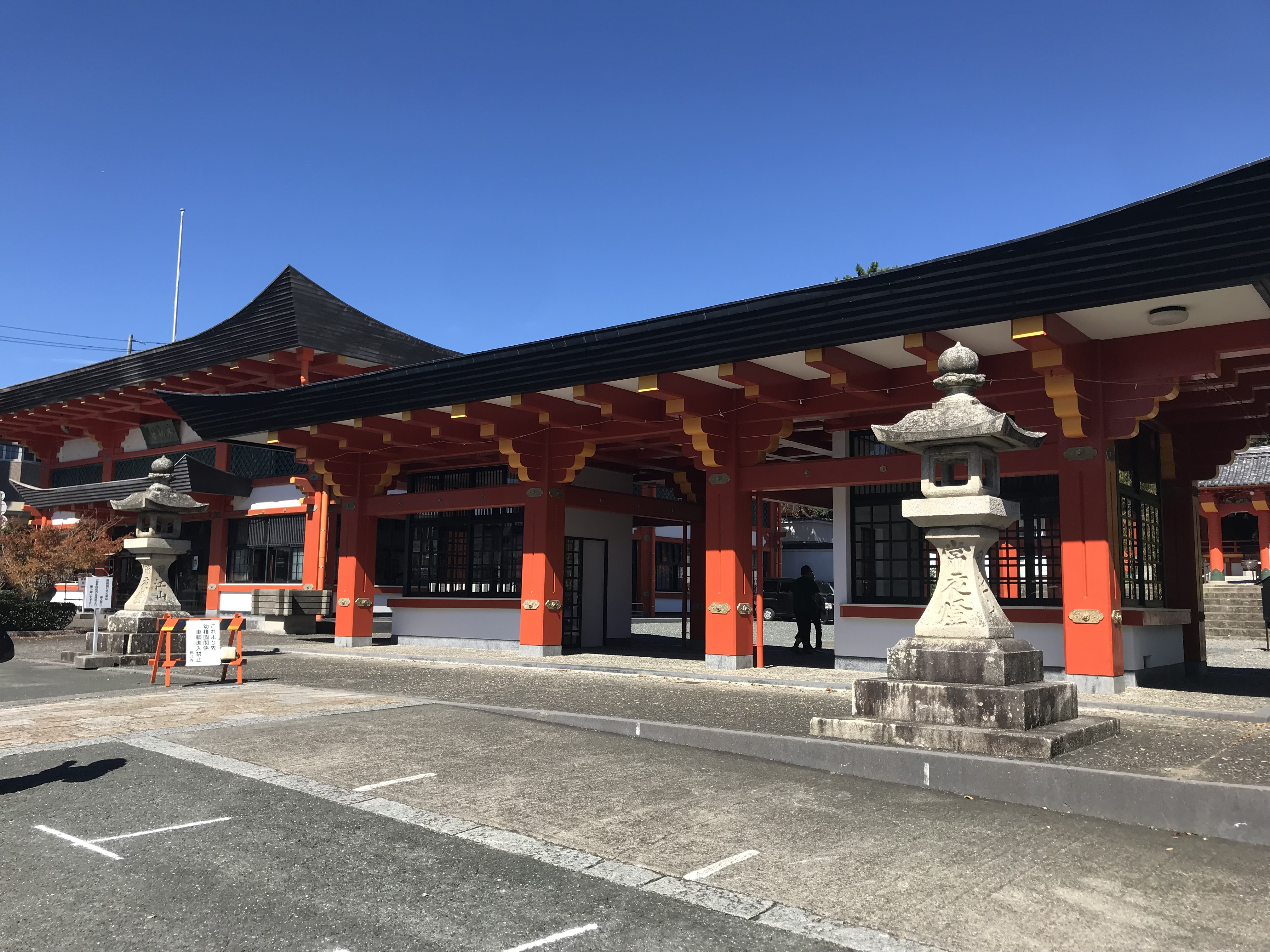
前山門
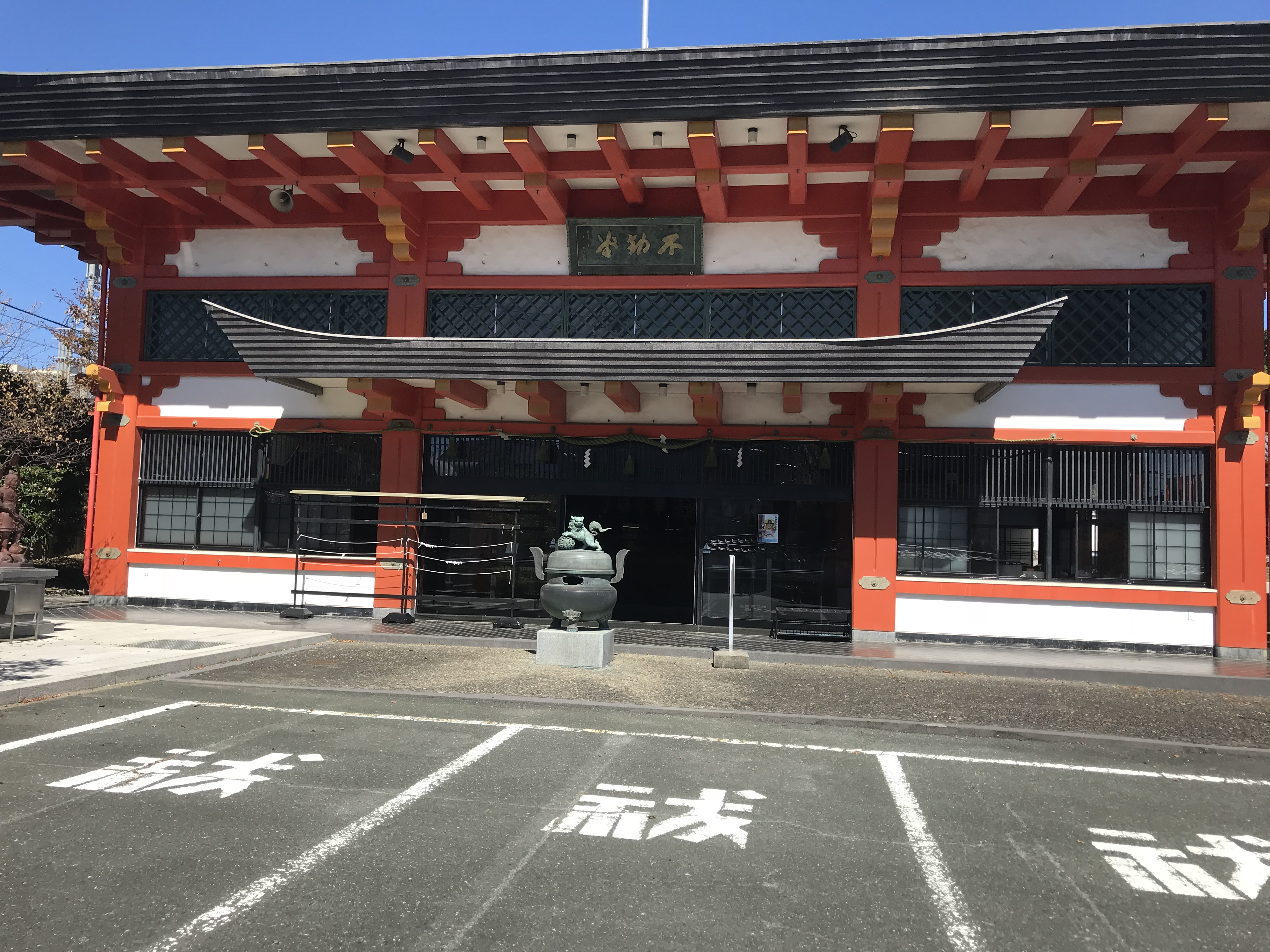
成田山不動堂
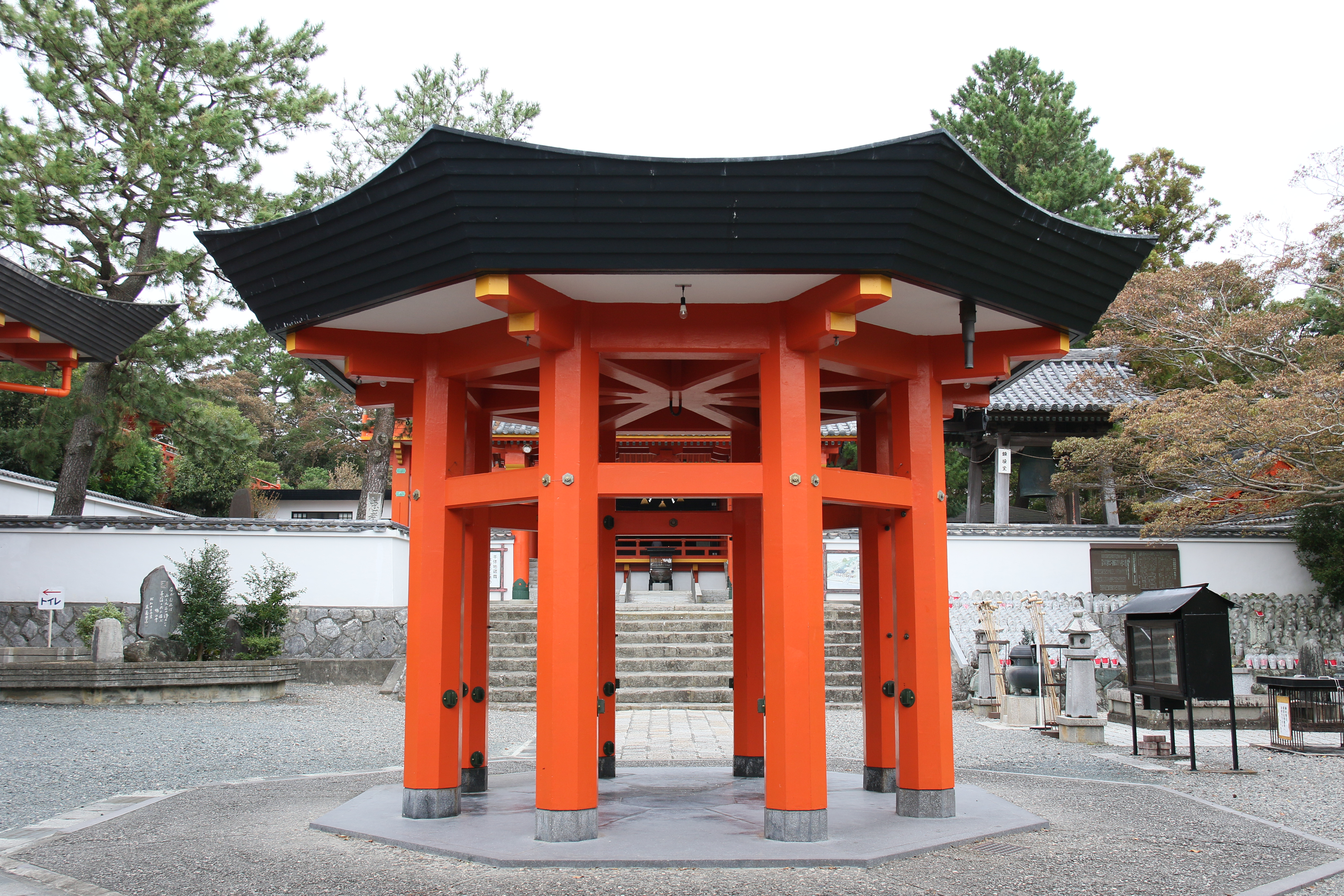
八角堂
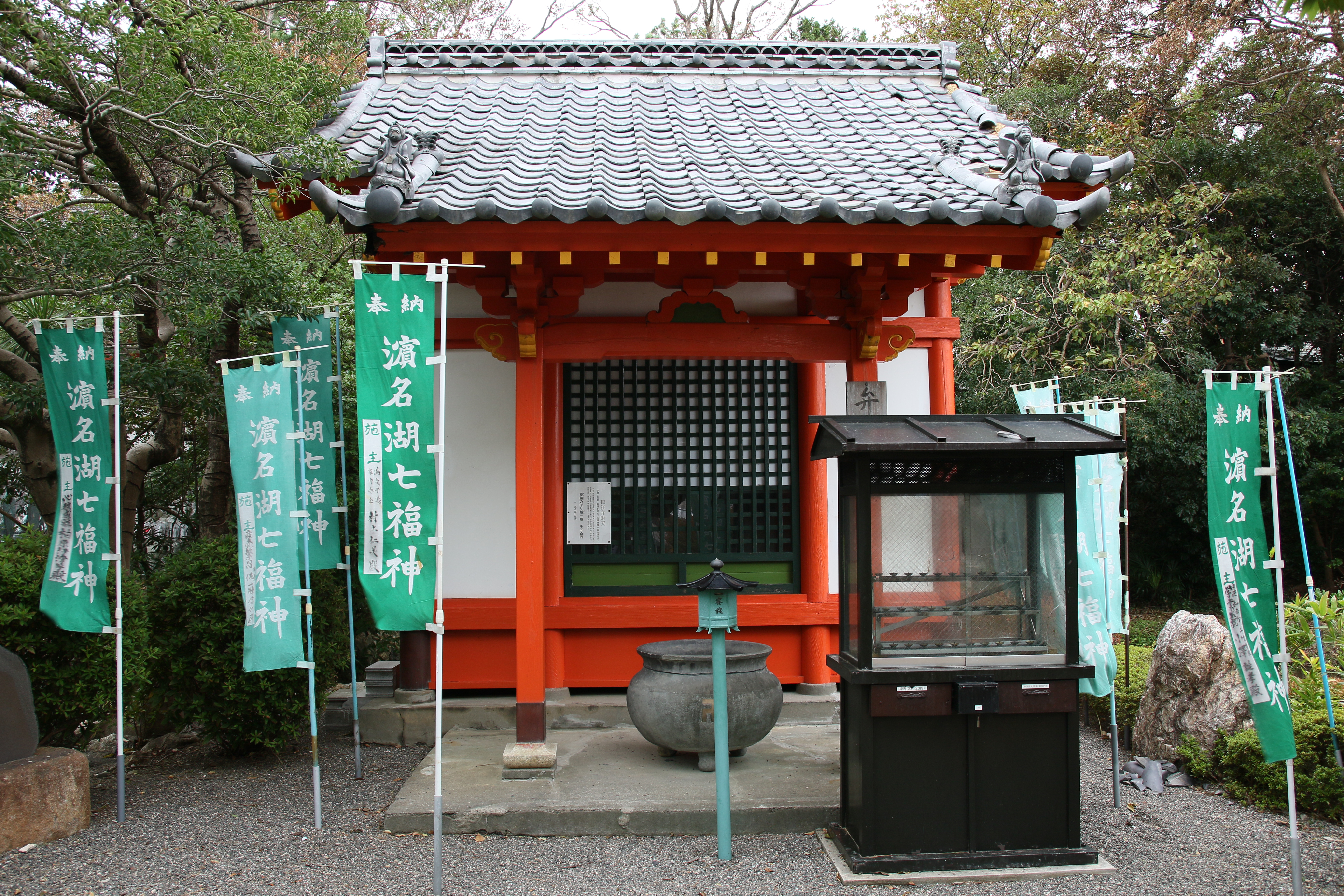
弁天堂
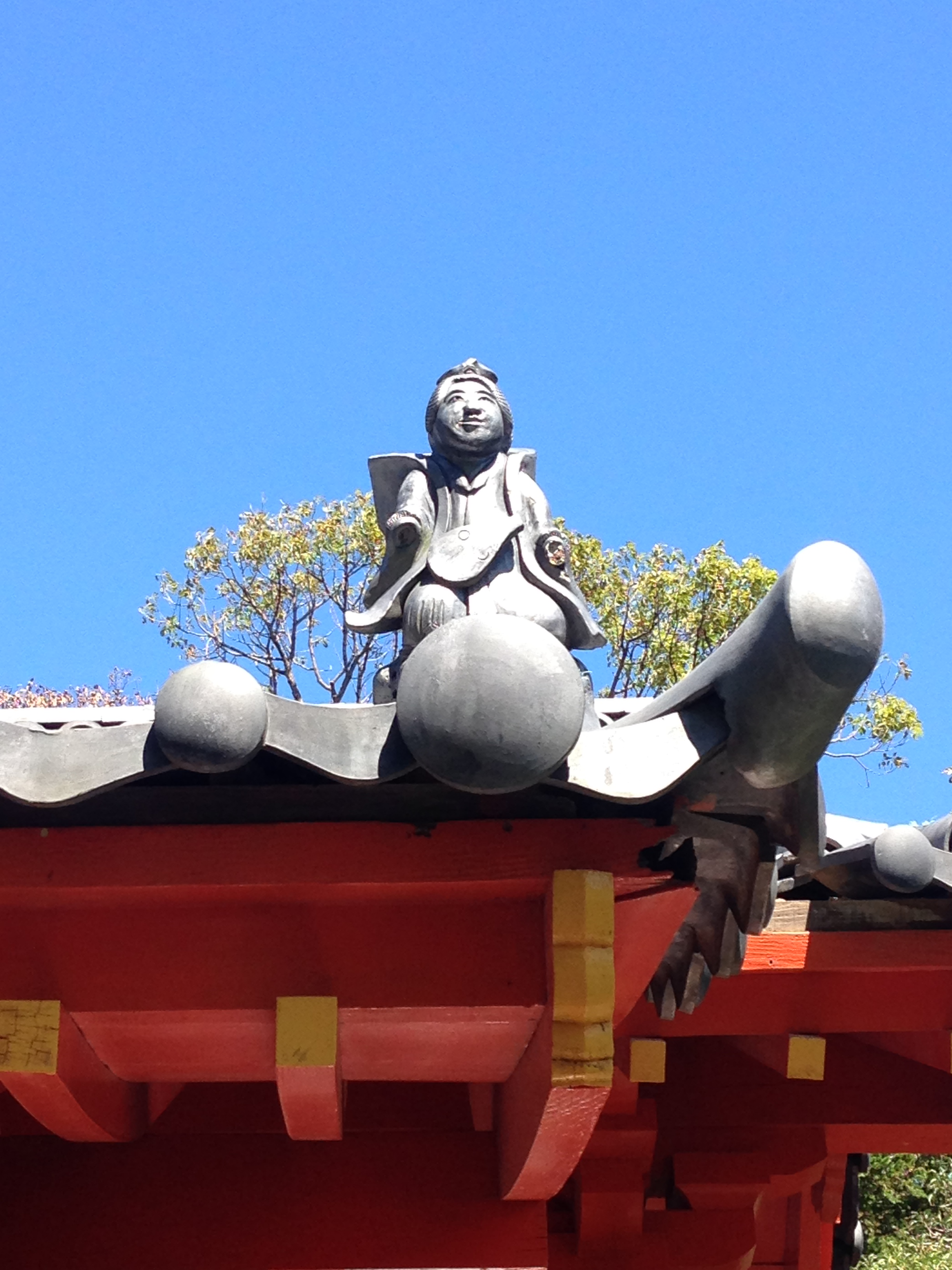
弁天堂の弁財天装飾
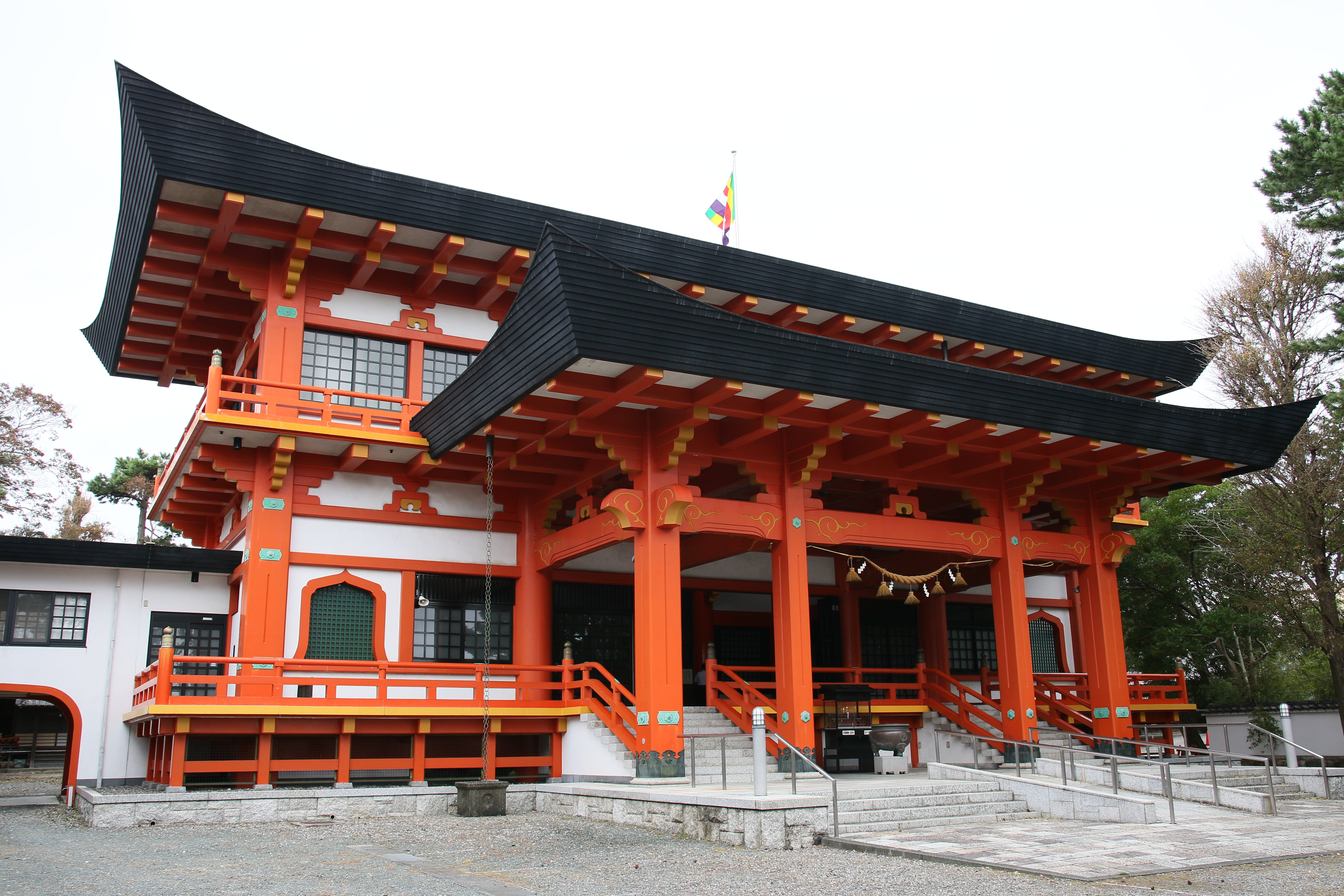
拝殿
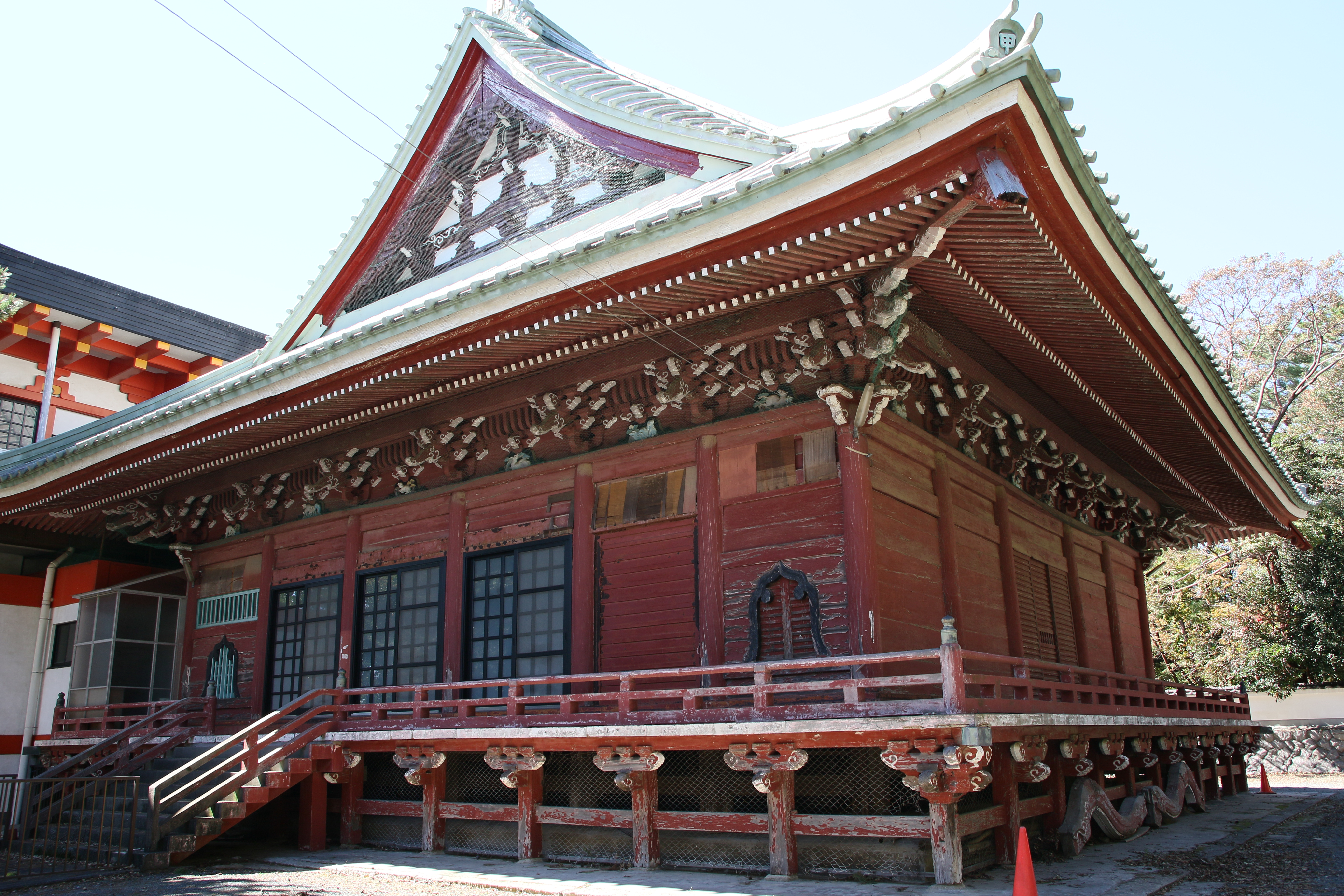
観音堂
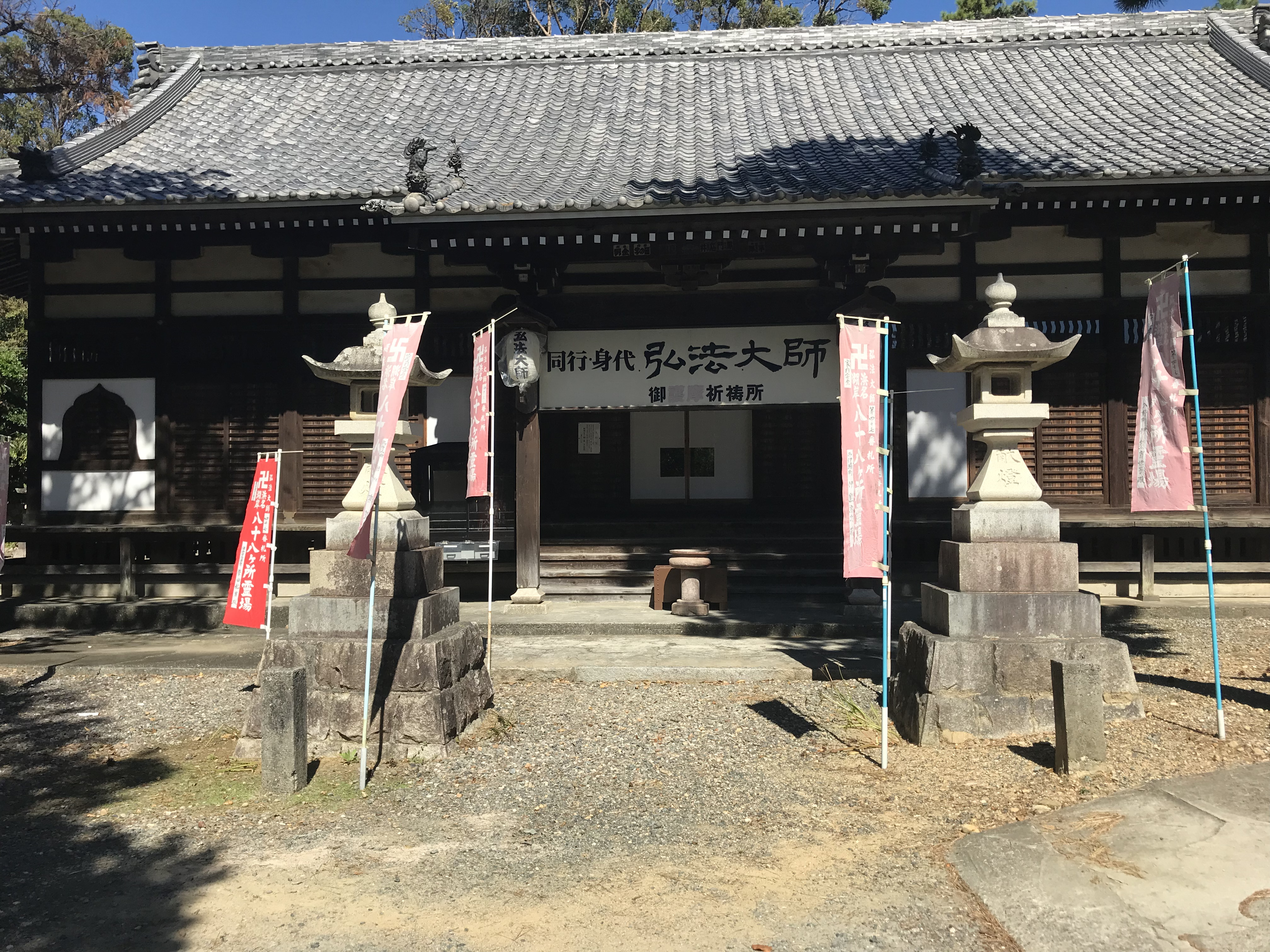
弘法大師堂
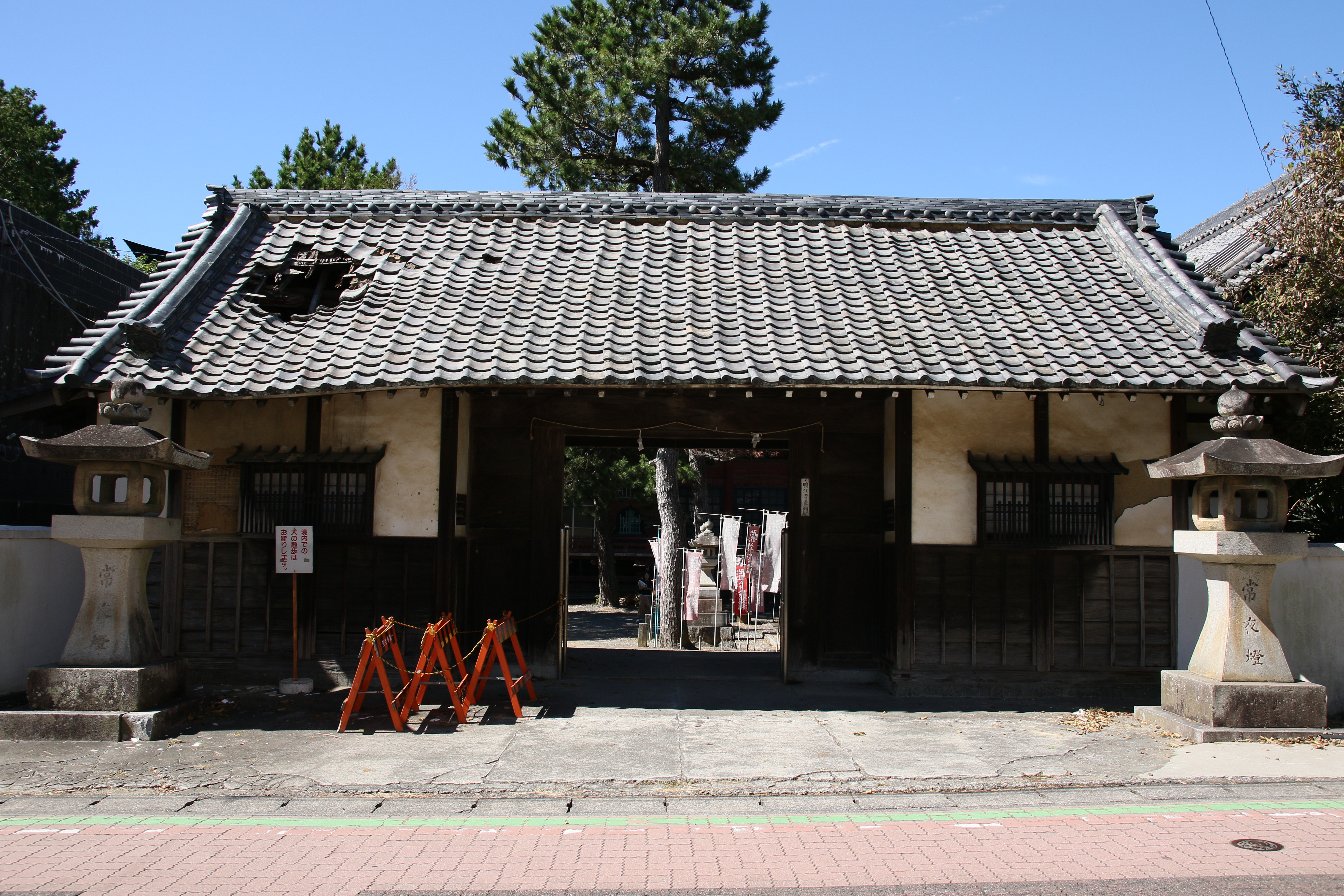
東門

## 文化財
足利氏、今川氏、豊臣氏、徳川氏などの数々の古文書が戦禍を免れて遺されている。
以下の古文書が伝えられている。
- 後醍醐天皇綸旨(元弘3年7月15日)
- 報恩寺への綸旨(元弘3年9月4日)
- 吉良満義判物(暦応4年9月21日)
- 仁木義長の安堵状(文和3年2月25日)
- 吉良満貞判物(貞治5年4月8日)
- 吉良俊氏判物(至徳2年11月16日)
- 俊氏判物(嘉応2年4月5日)
- 吉良吉尚判物(応永22年8月7日)
- 今川氏親禁制状(永正13年10月12日)
- 氏親寺領安堵状(永正14年10月18日)
- 今川氏真判物(永禄9年5月21日)
- 豊臣秀吉抄掠禁制(天正17年1月2日)
- 豊臣秀吉寺領寄附朱印状(天正18年12月28日)
- 徳川家康半物(天正14年9月7日）

## 年中行事
以下の行事が行われている。
- 初詣　1月1日
- 元朝大護摩供　1月1日～7日
- 新年大祈祷会　1月1日～7日
- 初不動祭　1月28日
- 交通安全祈祷会　1月28日
- 節分会　2月3日
- 星供　2月1日～7日
- 涅槃会　2月15日
- 春彼岸会　3月18日～24日
- 花祭り　4月8日
- 大師ご誕生会　6月15日
- お盆会　7月13日～15日
- 棚経　7月13日～15日
- 寺施餓鬼　7月15日
- 精霊送り　7月15日
- 地蔵盆　8月23日～25日
- 秋彼岸会　9月20日～26日
- 七五三詣り　11月1日～15日
- 正道会　12月8日

### お鴨江のお彼岸さま
鴨江寺の春・秋の彼岸会のことをいう。
昭和はじめごろ、鴨江寺は遠州地域では「おかもえ」と呼ばれ、春の彼岸のお中日（3月20日）には境内は参拝客で大賑わいとなり、サーカスや見世物小屋が開設されるとともに、境内周辺の道路には瀬戸物市や植木市、玩具や飲食物を販売する屋台が立ち並んだ。地域では死ねば霊は鴨江寺にいくとされ、死んだ霊をなぐさめるため、彼岸に「鴨江まいり」をするならわしがあったという。

## 交通アクセス
- 鉄道
  - JR東海道本線浜松駅下車　徒歩15分[28]
- バス
  - 遠鉄バスで浜松駅前バスターミナル3番のりば「9鴨江経由医療センター行き」・「9-22鴨江経由大平台行き」乗車、「鴨江観音」バス停下車[28]